# Uwe Baur
Uwe Baur (* 12. September 1939 in Duisburg) ist ein österreichischer Germanist.

## Leben
Ab 1959 studierte er die Fächer Deutsche Philologie, Leibesübungen und Pädagogik an der Karl-Franzens-Universität in Graz und ab 1963 zudem Volkskunde (1965 Lehramtsprüfung aus Deutsch und Leibeserziehung (Mag. phil.), 1968 Dr. phil.). Nach der Habilitation 1978 aus Neuerer Deutscher Literatur an der Universität Graz wurde er dort 1982 zum außerordentlichen Universitätsprofessor für Neuere Deutsche Literatur ernannt.

## Schriften (Auswahl)
- Dorfgeschichte. Zur Entstehung und gesellschaftlichen Funktion einer literarischen Gattung im Vormärz. München 1978, ISBN 3-7705-1544-7.
- mit Elisabeth Castex (Hgg.): Robert Musil. Untersuchungen. Königstein im Taunus 1980, ISBN 3-7610-8104-9.
- mit Gerald Schöpfer und Gerald Pail (Hgg.): „Fremd gemacht?“. Der Volksschriftsteller Peter Rosegger. Wien 1988, ISBN 3-205-05091-6.
- mit Sabine Fuchs und Karin Gradwohl-Schlacher (Hgg.): Macht Literatur Krieg. Österreichische Literatur im Nationalsozialismus. Wien 1998, ISBN 3-205-98451-X.